# Calopadia perpallida
Calopadia perpallida är en lavart som först beskrevs av William Nylander och som fick sitt nu gällande namn av Antonín Vězda 1986. 
Calopadia perpallida ingår i släktet Calopadia och familjen Ectolechiaceae. Inga underarter finns listade i Catalogue of Life.